# ميناء زموري
ميناء زموري هو ميناء صيد بحري يقع في بلدية زموري ويعتبر أحد الموانئ التاريخية لولاية بومرداس ومنطقة القبائل في ميدانَيْ التجارة والمواصلات البحرية.

## صناعة السفن
يضم محيط ميناء زموري ورشات لصناعة سفن الصيد من طراز «السردينيي» و«الشالوتيي».
وهذه الصناعة المنتشرة على مستوى الميناء تمنح مدخولا جيدا للعاملين بها، سواء الصيادين أو بائعي الأسماك أو حتى صانعي السفن وعمال الصيانة بشكل عام.
وتعتبر صناعة سفن الصيد من أقدم المهن اليدوية التقليدية المرتبطة بالبحر في منطقة زموري عن طريق استعمال حوض بناء سفن وقوارب.
وهذه الصناعة متعبة وتحتاج إلى صبر كبير، إلى جانب دراية بأساسيات الإنجاز وتصميم هياكل السفن، فسفينة صيد السردين مثلا تحتاج إلى حوالي سنة عمل كاملة لإنجازها كي تُضاف إلى أسطول الصيد في الموانئ.
وقد استفادت بعض الورشات في زموري من دعم في سنة 2004م من طرف «وزارة الصيد البحري الجزائرية» لتوسيع المؤسسات الخاصة لتضيف صناعة السفن إلى صيانة القوارب.
ومنذ ذلك الحين، ارتفعت وتيرة الإنجاز ليحقق رقم أربع سفن صيد سنويا في بعض الورشات تختلف باختلاف طبيعتها وحجمها، وتشمل «سفينة صيد السردين» و«الجياب» أو «الشالوتيي» المستعمل أساسا في الصيد في أعماق البحار.

## صناعة الثلج
يضم قطاع الصيد البحري في ولاية بومرداس ثلاث وحدات لصناعة الثلج تتواجد واحدة منها في ميناء زموري واثنتان منها بميناء دلس.
كما يتوفر ميناء زموري على نفقين للتجميد.

## الأسماك
يتم صيد العديد من أنواع السمك انطلاقا من ميناء زموري أهمها السردين، واللاتشا، والميرلان، والروجي، والجمبري الملكي، والأخطبوط، والسيبيا، وكلب البحر.
ذلك أن ولاية بومرداس، بموانئها الثلاثة ميناء دلس وميناء جنات وميناء زموري، هي ثالث أهم ولاية جزائرية منتجة للأسماك على المستوى الوطني بمعدل 9 آلاف طن سنويا.

## فترة الراحة
يتوقف نشاط صيد الأسماك في ميناء زموري عند سوء الأحوال الجوية الذي يعيق خروج سفن الصيادين إلى عرض البحر الأبيض المتوسط.
كما أن فترة الراحة في الميناء لتفادي الإفراط في صيد الأسماك تبدأ من نوفمبر إلى فيفري من كل سنة حيث ينقص السردين تحديدا، ويبدأ موسم صيد جديد من مارس إلى سبتمبر، وهي الدورة الطبيعية التي يتكاثر فيها هذا النوع من الأسماك المحبوب والمطلوب.

## الموقع
يقع «ميناء زموري» على الشريط الساحلي لولاية بومرداس على بعد 20 كلم إلى الجنوب الغربي من ميناء جنات، وعلى بعد 40 كلم إلى الغرب من ميناء دلس وعلى بعد 68 كلم إلى الغرب من ميناء تيقزيرت.
وهذا الموقع الرائع في الشريط الساحلي والواجهة البحرية، يجعل منه موقعا استراتيجيا مقابلا للطريق الوطني رقم 24.
يقع ميناء زموري على بعد 12 كلم إلى الشمال الشرقي من مدينة بومرداس، ويطل على البحر الأبيض المتوسط.
ويقع هذا الميناء في ساحل منطقة القبائل.

## سوق الجملة للأسماك

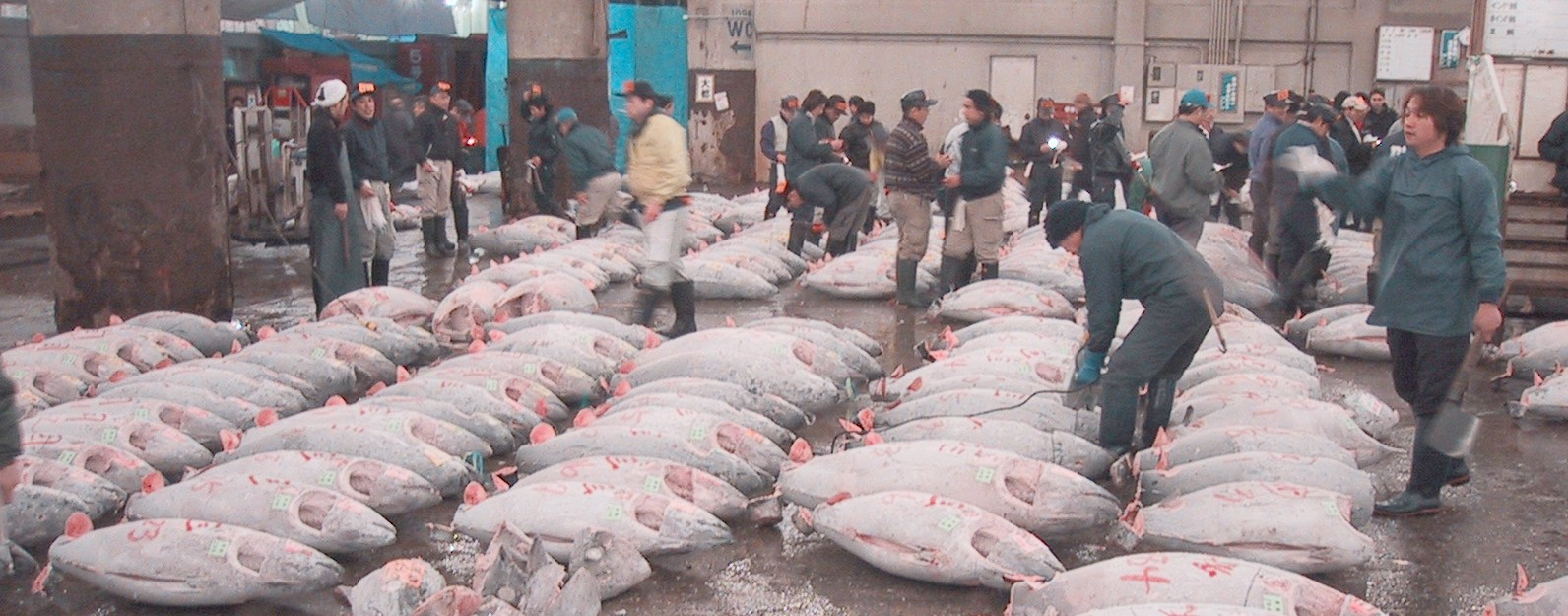
سوق بيع الأسماك

قررت «الغرفة الولائية للصيد البحري وتربية المائيات» في ولاية بومرداس إنشاء ثلاثة أسواق جملة لبيع الأسماك بكل من ميناء دلس وميناء جنات وميناء زموري.
ذلك أن إيصال الأسماك إلى المناطق الجزائرية الداخلية والنائية انطلاقا من موانئ بومرداس يقتضي التحكم أكثر في تجارة المنتوجات البحرية من خلال أسواق جملة الثلاثة، بالإضافة إلى المسمكات في الكرمة ورأس جنات، إلى جانب فتح المسمكات في كل الأسواق الجوارية البلدية للتحكم كذلك في تجارة الأسماك.

## المسمكة
استفاد ميناء زموري منذ سنة 2012م من مشروع إنجاز مسمكة من شأنها ضمان تنظيم أحسن وتثمين أكثر للمنتجات البحرية الهامة التي يتوفر عليها ساحل زموري.
وبعد إعداد الدراسات المتعلقة بهذا المشروع، انطلقت أشغال إنجازه في سنة 2014م، حيث أن هذه المسمكة من الصنف الأول مجهزة بأحدث تقنيات الاتصال والبيع بالمزاد العلني، إضافة إلى تدعيمها ببوابة إلكترونية لتسويق وعرض المنتجات وحجزها عن بعد.

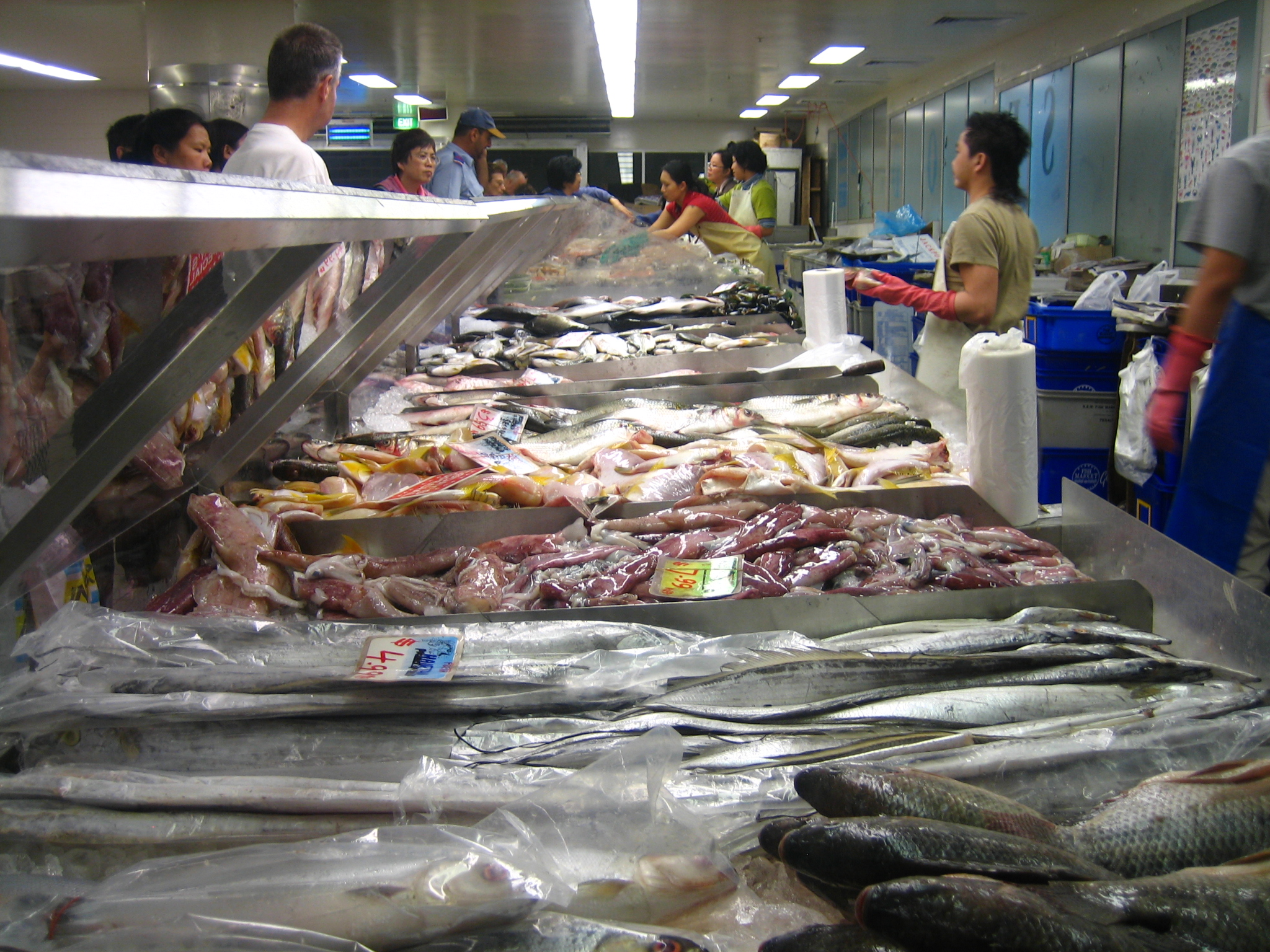
مسمكة

كما تمت برمجة توفير مساحات لعرض وبيع المنتجات مجهزة بلوحات إلكترونية للإعلان عن الأسماك المتوفرة وعرض أسعارها في هذه المسمكة، علاوة على تزويدها بوحدات للتبريد والتخزين.
وتتمثل أهداف هذا المشروع في:
1. تنظيم السوق من حيث العرض والطلب،
2. العمل بغرض القضاء على المضاربة في الأسعار،
3. جمع الإحصائيات الدقيقة حول مختلف منتجات الصيد البحري،
4. المرافقة البيطرية للمنتجات.

وجاء إنجاز هذا المشروع ضمن المنشآت القاعدية المشجعة على تنشيط الصيد البحري بجوار الطريق الوطني رقم 24.
وتقع هذه المسمكة العصرية، التي مساحتها تناهز 300 متر مربع، بالقرب من مسمكة البيع بالتجزئة التي تنشط منذ عدة سنوات خارج محيط الميناء.

## ترمل الحوض

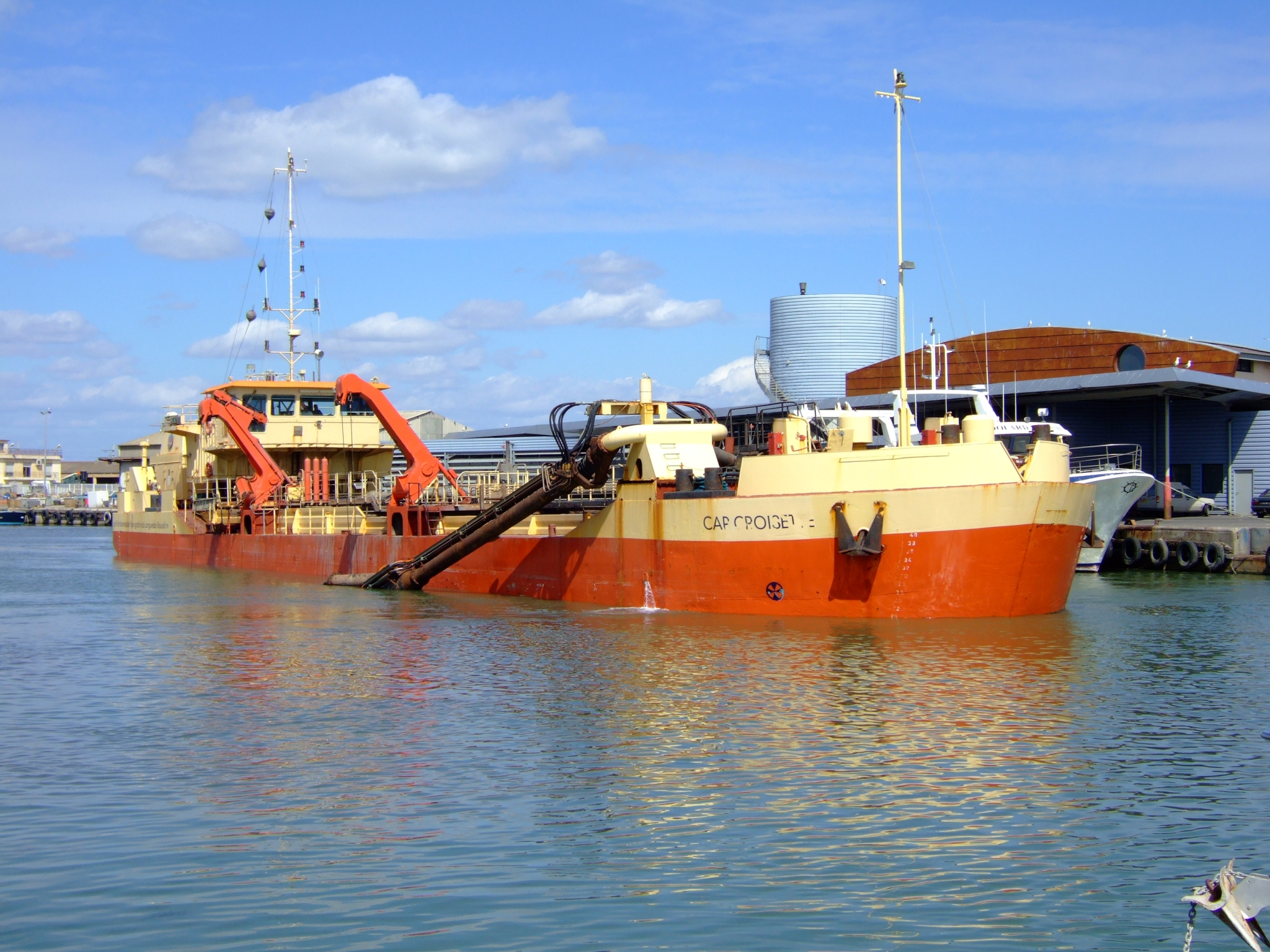
سفينة متخصصة في التكريك

يعاني ميناء زموري من استمرار مشكلة الترمل وتقلّص مساحة النشاط منذ إنشائه حينما تم استخراج 100.000 متر مكعب من الوحل أثناء الإنجاز في سنة 2008م لتفادي الغلق التام للفتحة الرئيسية للميناء.
وبسبب هذا الترمل الذي ينقص من العمق بالمدخل الرئيسي للميناء نتيجة المد والجزر، استوجب ذلك التدخل للقيام بأشغال التكريك والتجريف لإنقاذ حوض الميناء وتطهيره وتهيئته.
ويقوم الصيادون الناشطون على مستوى ميناء جنات بمكافحة ترمل الحوض لتفادي التوقف النهائي عن النشاط، وإنقاذ معه عشرات العائلات التي تقتات من هذا المصدر الاقتصادي.
ذلك أن ظاهرة الترمل يرافقها تكدس عشرات الأطنان من الرواسب والأوحال التي ركدت في الأعماق وغمرت حوض الميناء والمدخل الرئيسي.
وبسبب هذه الوضعية، تعذر على أصحاب السفن والقوارب الدخول بشكل طبيعي مع تخوفهم من توقف النشاط بصفة نهائية إذا لم يستفد الميناء من مشروع تنقيته ورفع المخلفات والنفايات الصلبة التي تقبع داخل الحوض.

## مكتبة الصور

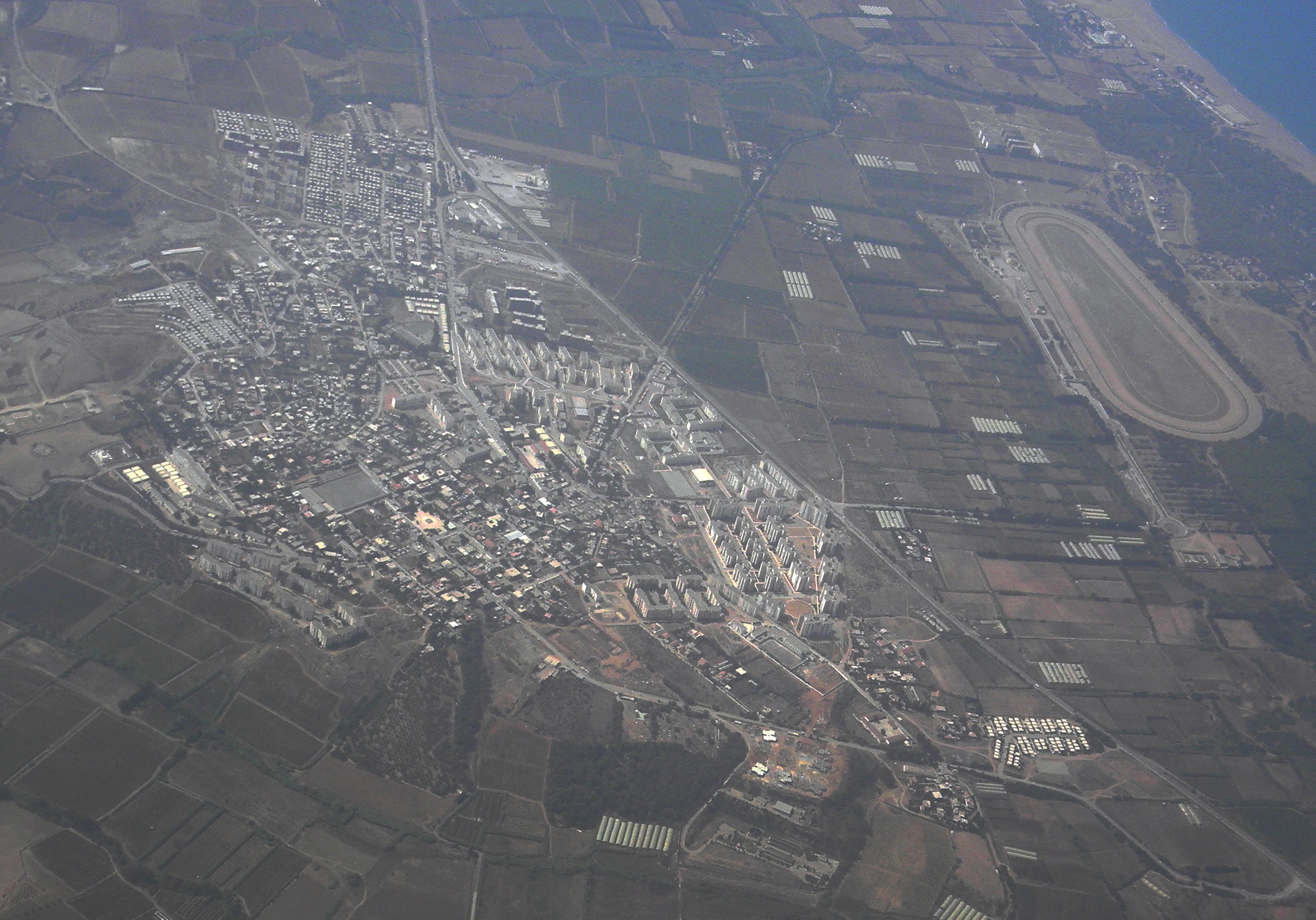
تصوير جوي لمحيط ميناء زموري

### مواضيع ذات صلة
- روزوبيكاري
- قائمة موانئ الجزائر
- قائمة خلجان الجزائر
- قائمة شواطئ الجزائر
- الصيد البحري في الجزائر
- النقل في الجزائر
- السياحة في الجزائر
- ولاية بومرداس

### فيديوهات
- ورشة صناعة السفن في ميناء زموري على يوتيوب.
- مؤسسة صناعة الثلج في ميناء زموري على يوتيوب.